# Rolika
Rolika ist ein Ortsteil der Gemeinde Dobitschen im Landkreis Altenburger Land in Thüringen.

## Lage
Die drei Gehöfte von Rolika befinden sich am östlichen Ostrand von Dobitschen. Durch den Weiler fließt der Kleine Gerstenbach, ein Quellfluss des Gerstenbachs.

## Geschichte
Rolika wurde 1181–1214 erstmals urkundlich genannt. Der Ort gehörte zum wettinischen Amt Altenburg, welches ab dem 16. Jahrhundert aufgrund mehrerer Teilungen im Lauf seines Bestehens unter der Hoheit folgender Ernestinischer Herzogtümer stand: Herzogtum Sachsen (1554 bis 1572), Herzogtum Sachsen-Weimar (1572 bis 1603), Herzogtum Sachsen-Altenburg (1603 bis 1672), Herzogtum Sachsen-Gotha-Altenburg (1672 bis 1826). Bei der Neuordnung der Ernestinischen Herzogtümer im Jahr 1826 kam der Ort wiederum zum Herzogtum Sachsen-Altenburg.
Nach der Verwaltungsreform im Herzogtum gehörte Rolika bezüglich der Verwaltung zum Ostkreis (bis 1900) bzw. zum Landratsamt Altenburg (ab 1900). Juristisch war ab 1879 das Amtsgericht Altenburg und seit 1906 das Amtsgericht Meuselwitz für den Ort zuständig. Das Dorf gehörte ab 1918 zum Freistaat Sachsen-Altenburg, der 1920 im Land Thüringen aufging. 1922 kam es zum Landkreis Altenburg.
Am 1. Juli 1950 wurde Rolika nach Dobitschen eingemeindet. Bei der zweiten Kreisreform in der DDR wurden 1952 die bestehenden Länder aufgelöst und die Landkreise neu zugeschnitten. Somit kam Rolika als Ortsteil der Gemeinde Dobitschen mit dem Kreis Schmölln an den Bezirk Leipzig; jener gehörte seit 1990 als Landkreis Schmölln zu Thüringen und ging 1994 im Landkreis Altenburger Land auf. Zur Volkszählung 1946 wohnten noch 100 Personen in der Gemeinde, 2012 wohnten noch 30 Personen im Ortsteil.